# 占部航典
占部 航典（うらべ こうすけ、1995年7月7日 - ）は、ジャパンラグビーリーグワンヤクルトレビンズ戸田に所属するラグビーユニオン選手。

## プロフィール
- 広島県出身[1]。
- ポジションはフランカー(FL)。
- 身長 178cm、体重 93kg
- オールスターゲームの対抗戦選抜に選ばれたことがある[2]。
- ジュニア・ジャパンに選ばれたことがある[3]。
- U20日本代表に選ばれたことがある[4]。

## 略歴
福山ラグビースクール出身である。
2014年、東福岡高校卒業後、筑波大学に入学する。なお東福岡高校時代、高校日本代表に選ばれたことがある。
2017年、筑波大学ラグビー部の主将に就任。
2018年、筑波大学卒業後、キヤノンイーグルス(現・横浜キヤノンイーグルス)に加入。同年12月15日に行われたジャパンラグビートップリーグ総合順位決定トーナメント3回戦の東芝ブレイブルーパス戦に途中出場で公式戦初出場を果たす。
2022年、ヤクルトレビンズ(現・ヤクルトレビンズ戸田)に加入。